# Dioscorea pohlii
Dioscorea pohlii är en enhjärtbladig växtart som beskrevs av August Heinrich Rudolf Grisebach. Dioscorea pohlii ingår i släktet Dioscorea och familjen Dioscoreaceae.

## Underarter
Arten delas in i följande underarter:
- D. p. luschnathiana
- D. p. pohlii